# Navigație la Jocurile Olimpice de vară din 2020 – Clasa Finn masculin
Proba masculină de navigație Finn de la Jocurile Olimpice de vară din 2020 a avut loc în perioada 27 iulie-3 august 2021 la Kamakura, Zushi, Enoshima, Sagami Bay și Fujisawa, fiind programate să aibă loc 11 curse.

## Program
| Mar 27 iul      | Mie 28 iul      | Joi 29 iul      | Vin 30 iul   | Sâm 31 iul      | Dum 1 aug        | Lun 2 aug    | Mar 3 aug            |
| --------------- | --------------- | --------------- | ------------ | --------------- | ---------------- | ------------ | -------------------- |
| Cursa 1 Cursa 2 | Cursa 3 Cursa 4 | Cursa 5 Cursa 6 | Zi de odihnă | Cursa 7 Cursa 8 | Cursa 9 Cursa 10 | Zi de odihnă | Cursa pentru medalii |

## Rezultate
| Loc | Sportiv             | Țară                       | I   | II  | III | IV  | V   | VI | VII | VIII | IX | X   | Cursa pentru medalii | Total | Puncte |
| --- | ------------------- | -------------------------- | --- | --- | --- | --- | --- | -- | --- | ---- | -- | --- | -------------------- | ----- | ------ |
| 1   | Giles Scott         | Marea Britanie             | †9  | 9   | 1   | 1   | 1   | 1  | 6   | 1    | 1  | 7   | 8                    | 45    | 36     |
| 2   | Zsombor Berecz      | Ungaria                    | 2   | 2   | †9  | 4   | 6   | 7  | 3   | 5    | 4  | 4   | 2                    | 48    | 39     |
| 3   | Joan Cardona Méndez | Spania                     | 3   | 3   | 5   | 3   | 2   | 3  | †13 | 7    | 5  | 8   | 12                   | 64    | 51     |
| 4   | Nicholas Heiner     | Olanda                     | †11 | 5   | 10  | 2   | 4   | 2  | 10  | 3    | 7  | 9   | 4                    | 67    | 56     |
| 5   | Josh Junior         | Noua Zeelandă              | †12 | 10  | 3   | 7   | 8   | 5  | 1   | 4    | 8  | 1   | 20                   | 79    | 67     |
| 6   | Facundo Olezza      | Argentina                  | 5   | 4   | 8   | 5   | 3   | 6  | †16 | 15   | 3  | 3   | 16                   | 84    | 68     |
| 7   | Jake Lilley         | Australia                  | 10  | 8   | 4   | 11  | 7   | 9  | †15 | 6    | 2  | 6   | 6                    | 84    | 69     |
| 8   | Alican Kaynar       | Turcia                     | 1   | 1   | 6   | 13  | 9   | 14 | 7   | †20  | 10 | 10  | 10                   | 101   | 81     |
| 9   | Max Salminen        | Suedia                     | 8   | †12 | 7   | 8   | 12  | 8  | 4   | 2    | 11 | 12  | 18                   | 102   | 90     |
| 10  | Tom Ramshaw         | Canada                     | 13  | 7   | 11  | †14 | 10  | 13 | 2   | 9    | 13 | 2   | 14                   | 108   | 94     |
| 11  | Anders Pedersen     | Norvegia                   | †14 | 6   | 2   | 10  | 13  | 12 | 5   | 11   | 9  | 14  | -                    | 96    | 82     |
| 12  | Ioannis Mitakis     | Grecia                     | 4   | 13  | 13  | 6   | 11  | 10 | 11  | 8    | 16 | †18 | -                    | 110   | 92     |
| 13  | Luke Muller         | Statele Unite ale Americii | 6   | 11  | 12  | 15  | 14  | 4  | 8   | 10   | 12 | †17 | -                    | 109   | 92     |
| 14  | Jorge Zarif         | Brazilia                   | 7   | 15  | 15  | 9   | 5   | 11 | 14  | 13   | 6  | †16 | -                    | 111   | 95     |
| 15  | He Chen             | China                      | 16  | 14  | 14  | †17 | 16  | 15 | 9   | 14   | 15 | 11  | -                    | 141   | 124    |
| 16  | Kazumasa Segawa     | Japonia                    | 18  | 16  | 17  | 12  | 15  | 16 | †19 | 12   | 17 | 5   | -                    | 147   | 128    |
| 17  | Juan Pérez          | Mexic                      | †19 | 17  | 16  | 16  | 17  | 17 | 17  | 16   | 14 | 15  | -                    | 164   | 145    |
| 18  | Andrés Lage         | Venezuela                  | 15  | 18  | 18  | 18  | †19 | 18 | 18  | 17   | 19 | 13  | -                    | 173   | 154    |
| 19  | Leo Davis           | Africa de Sud              | 17  | †19 | 19  | 19  | 18  | 19 | 12  | 18   | 18 | 19  | -                    | 178   | 159    |

Legendă
† - cursa nu e luată în considerare la rezultatul final